# Vệ Chiêu công
Vệ Chiêu công (chữ Hán: 衞昭公; trị vì: 431 TCN-426 TCN), tên thật là Cơ Củ (姬糾), là vị vua thứ 35 của nước Vệ – chư hầu nhà Chu trong lịch sử Trung Quốc.
Vệ Chiêu công là con của Vệ Kính công – vua thứ 35 nước Vệ. Năm 432 TCN, Vệ Kính công mất, Cơ Củ lên nối ngôi, tức là Vệ Chiêu công.
Thời kỳ này, nước Tấn ngày một lớn mạnh, 3 nhà Hàn, Triệu, Ngụy chi phối tình hình nước Tấn. Nước Vệ ngày càng nhỏ yếu, phải lệ thuộc vào nước Tấn.
Năm 426 TCN, Vệ Chiêu công bị công tử Đản sát hại để cướp ngôi. Ông làm vua được 6 năm. Công tử Đản lên làm vua, tức là Vệ Hoài công.